# Soren Thompson
Soren Hunter Miles Sussman Thompson (ur. 5 maja 1981 w San Diego) – amerykański szpadzista, złoty medalista mistrzostw świata.
W 1999 roku zdobył brąz drużynowo na mistrzostwach świata juniorów w Keszthely.
Podczas mistrzostw świata w Kijowie w 2012 roku Amerykanie w składzie: Weston Kelsey, Benjamin Bratton, Cody Mattern i Soren Thompson zdobyli złoty medal w zawodach drużynowych. Był też między innymi ósmy w rywalizacji indywidualnej na mistrzostwach świata w Hawanie w 2003 roku.
Wystartował na igrzyskach olimpijskich w Atenach w 2004 roku, gdzie drużynowo był szósty, a indywidualnie siódmy. Brał także udział w igrzyskach olimpijskich w Londynie w 2012 roku, gdzie w turnieju indywidualnym odpadł w pierwszej rundzie.
Ponadto zdobył drużynowo złote medale na igrzyskach panamerykańskich w Santo Domingo w 2003 roku i igrzyskach panamerykańskich w Guadalajarze w 2011 roku.